# Велоінфраструктура Харкова
Велоінфраструктура Харкова — сукупність засобів, елементів вуличної мережі, споруд та малих архітектурних форм, що призначені для користувачів велосипедів в місті або стосуються велосипедного руху у Харкові.

## Історія розвитку
Початком розвитку інфраструктури міста можна вважати встановлення пам'ятника загиблим велосипедистам на Бєлгородському шосе (нині Харківському шосе) у 2012 році.
Перша велодоріжка з'явилася на вулиці Весніна та вздовж молодіжного парку у 2013-м році. Доріжка знаходиться на тротуарі та не має чітких меж, розмітка нанесена на ділянці довжиною у 800 метрів.
У 2017 було створено першу велосмугу європейського класу, вздовж Бєлгородського шосе (нині Харківського шосе). Загальна довжина смуги — 7 км, ширина — 3 метри. Доріжка проходить через територію Меморіалу Слави, де проїзд на велосипеді без спішування ускладнений через пішохідний режим та наявність сходів. Завершується вона біля автозаправної станції. Подальший розвиток велоінфраструктури пов'язаний зі створенням рекреаційних велодоріжок, у лісопаркових зонах. Побудовано 17 км доріжок з гранвідсіву у лісопарку, облаштовано велоестакаду та асфальтовані доріжки у Саржиному Яру.

## Користування
З 2007 року в місті щорічно проходить велодень, у 2019 подія зібрала більше 10 тисяч учасників.
У 2018 році запроваджено систему громадського велопрокату Nextbike. У 2021 систему громадського велопрокату Nextbike закрито.
Оскільки інфраструктура фактично відсутня, єдиною велодоріжкою в місті користуються переважно у вихідні, орендуючи велосипеди в пунктах прокату, розташованих поруч. Крім того, велодоріжку часто використовують і бігуни, які приїжджають сюди на автомобілях.
Також у Харкові є велотрек Динамо, який було реконструйовано у 2017 році.

## Велодоріжки та інфраструктура
- 7 км пролягає від перехрестя вул. Сумський з вул. Дерев’янка до храму Святої цариці Тамари у П’ятихатках
- 17 км велодоріжок побудовано у Лісопарку
- 3 км велодоріжок у Саржиному яру
- Велотрек "Динамо", розташований по вул. Динамівська, 3[4].

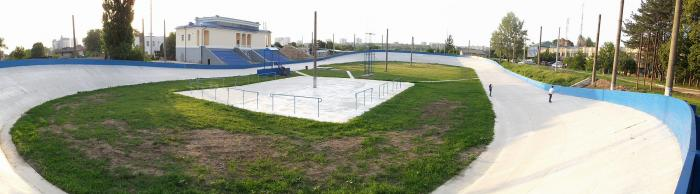

Всі ці елементі ніяк не зʼєднані між сомою.

## Поточний стан
Станом на 2021 рік, велоінфраструктура у Харкові практично відсутня. У місті існує лише одна рекреаційна велодоріжка вздовж Харківського шосе, що починається в районі Пʼятихаток і закінчується поблизу автозаправної станції. Ця доріжка не виконує функцій повноцінної транспортної інфраструктури та не може слугувати альтернативою громадському або приватному транспорту.
Також у Лісопарку облаштовано кілька велодоріжок, які мають винятково рекреаційне призначення. Вони прокладені вздовж уже існуючих ґрунтових стежок і не створюють нових зручностей для велосипедистів.
У центральній частині Харкова велосипедна інфраструктура повністю відсутня. Райони міста та станції метрополітену не з’єднані велодоріжками. Пересування містом на велосипеді є небезпечним і незручним.
Велопарковки встановлюються переважно приватними компаніями або установами. Громадські ініціативи на кшталт «Велодоріжка по проспекту Науки» та «Kharkiv Bike Reform» не отримали підтримки з боку міської влади.
19 серпня 2024 року під час позачергової сесії Харківської міської ради депутати розглянули питання оновлення Концепції розвитку велосипедного руху. За підсумками обговорення було ухвалено рішення про втрату чинності Концепцією, затвердженою у 2016 році.

## Проблеми

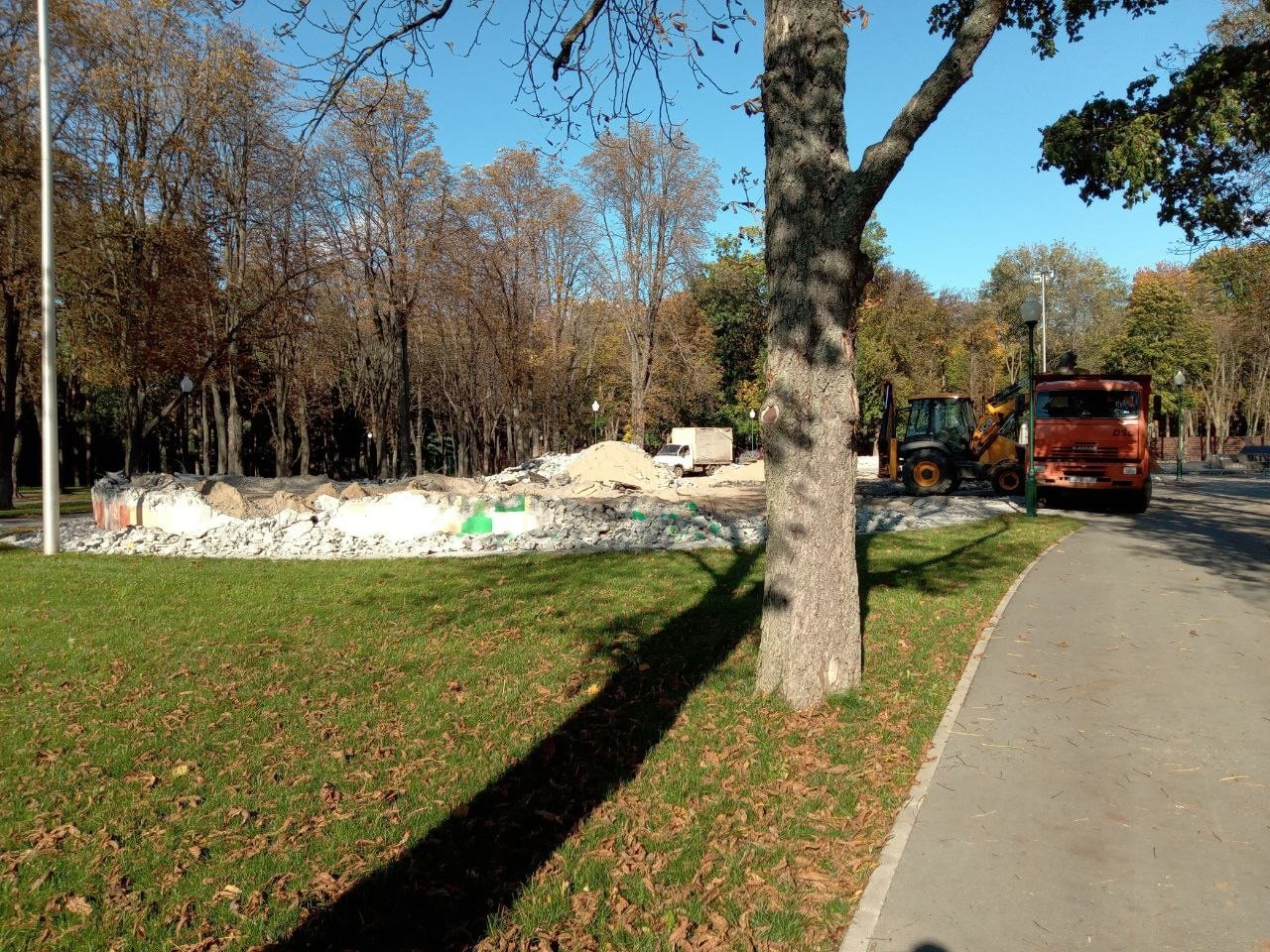
Зруйнований Роледром Харків парк Горького. жовтень 2022

- Велоконцепція була затверджена в 2016 році депутатами Харківської міської ради без графічної частини, тобто карт, на яких чітко було б позначено де і які велодоріжки мають проходити[8]. Через це в місті з’являються велодоріжки, які ніяк не вирішують проблем містян, які хочуть, наприклад, дістатися велосипедом з Салтівки чи Олексіївки до центру міста.
- “З появою велодоріжок в Лісопарку туди почали активно проникати люди на автомобілях, на квадроциклах. Вони там гасають з божевільною швидкістю і місто нічого не в змозі цьому протиставити. Очевидно, про це треба було подумати заздалегідь. Про це треба було питати у харків’ян. Тут вам потрібні велодоріжки чи вони потрібні в іншому місці”, — підкреслює Олександр Богданіс - Координатор ГО “Зелений фронт”[9]
- У Харкові існує активна спільнота гравців у байк-поло. Учасники цієї спільноти самостійно облаштували  майданчик для гри на території ролердрому в Центральному парку. Проте у 2022 році цей майданчик був демонтований за рішенням міської влади з невідомих причин.